# 柿内尚文
柿内尚文 （かきうち たかふみ、1968年 - ）は、日本の編集者。株式会社アスコム常務取締役編集局長。弟は柿内芳文。

## 略歴
東京都町田市出身。聖光学院中学校・高等学校、慶應義塾大学文学部卒業後、読売広告社入社。出版業界に転職し、その後、ぶんか社、アスキーなどを経て、2002年アスコム入社。2008年より取締役に就任。これまで手掛けた本、ムックの累計部数は1000万部を越える。現在は本の編集だけでなく、企業のクリエイティブコンサルティングや事業構築のサポート、講演やセミナーの講師など多岐に活動。
（パン屋ではおにぎりを売れ 想像以上の答えが見つかる思考法 2020年6月24日〈かんき出版〉著者紹介頁より）
2020年6月24日に自らの思考法を語る「パン屋ではおにぎりを売れ 想像以上の答えが見つかる思考法」(ISBN 978-4-7612-7499-3)をかんき出版より出版。
2021年12月21日に「バナナの魅力を100文字で伝えてください 誰でも身につく36の伝わる法則」(ISBN：978-4-7612-7577-8)をかんき出版より出版。
2024年4月6日に「このプリン、いま食べるか？ガマンするか？―一生役立つ時間の法則」(ISBN：978-4-8680-1002-9)を飛鳥新社より出版。
2024年5月22日に「マンガ バナナの魅力を100文字で伝えてください 誰でも身につく36の伝わる法則(ISBN：978-4761277376)をかんき出版より出版。
2025年3月3日に「このオムライスに、付加価値をつけてください(ISBN：978-4591185162)をポプラ社より出版